# Blattengeta
Blattengeta (äthiop. ብላቴንጌታ, Kurzform Blatta, ብላታ) war ein Titel am Hof des Negus Negest (Kaisers) von Äthiopien und bedeutet sinngemäß Herr der Pagen. Der Blattengeta war der Chef des 30 Personen zählenden Pagencorps, welches aus Gefangenen gebildet wurde und das bereits im 15. Jahrhundert am äthiopischen Kaiserhof existierte. Während der Regentschaft des Kaisers Zera Yaqob (1434 – 1468) war der Blattengeta einer der wichtigsten Posten am Kaiserhof. Im 16. Jahrhundert erhöhte sich die Zahl der kaiserlichen Pagen auf 150, zu deren Führung nun 2 Blattengeta eingesetzt wurden. Während der Tiqaqin Blattengeta für das gesamte Pagencorps verantwortlich war und die Funktion eines Superintendenten am Hof ausübte, war der Tallaq Blattengeta Richter und Polizeipräfekt am kaiserlichen Hof. Bei Abwesenheit der Bitwoded und der anderen hohen Würdenträger war der Blattengeta der höchste Würdenträger am Hof. Im 18. Jahrhundert sank die Bedeutung des Blattengeta und verschwand im 19. Jahrhundert de facto. Unter Kaiserin Zauditu (1916 – 1930) wurde der Blattengeta als hoher allgemeiner Ehrentitel wieder eingeführt. Während der Regentschaft von Kaiser Haile Selassie (1930 – 1974) war der Blattengeta ein hoher staatlicher Ehrentitel für Minister und andere höchste Staatsfunktionäre.